# Epping Forest (distrito)
Epping Forest é um distrito do condado de Essex, na Inglaterra. Tem esse nome por que o distrito contém uma grande parte de florestas. Estende-se ao norte da Grande Londres, mas não faz parte dela. 
O nordeste do distrito é escassamente povoada por uma área rural, que inclui a cidade de Chipping Ongar e aldeias circundantes, enquanto o sul, mais perto de Londres, é mais suburbanos e, embora inteiramente fora da área da grande Londres, é por vezes pensada que faz parte da Grande Londres. 
O distrito é parte da London Commuter Belt e inclui as cidades de Loughton (a maior cidade do distrito), Abridge, Epping, Chigwell, Buckhurst Hill Ongar e os de aldeia de Theydon Bois. A oeste fica a cidade de Waltham Abbey, que reside no Lea Valley. 